# Opsolasia orichalcea
Opsolasia orichalcea är en tvåvingeart som först beskrevs av Zetterstedt 1849.  Opsolasia orichalcea ingår i släktet Opsolasia och familjen husflugor. Arten är reproducerande i Sverige. Inga underarter finns listade i Catalogue of Life.